# Вълчо Найденов
Вълчо Найденов Ленов е български политик от БКП.

## Биография
Роден е на 5 ноември 1926 г. в старозагорското село Яздач. Води се активен борец против фашизма и капитализма. Бил е първи секретар на Окръжния комитет на ДСНМ в Стара Загора и член на неговия ЦК. В периода 1954 – 1957 г. учи във Висшата партийна школа на ЦК на КПСС в Москва. След завръщането си е назначен за първи секретар на Градския комитет на БКП в Стара Загора. Бил е секретар на Окръжния комитет на БКП в Стара Загора и председател на Окръжния народен съвет. От 1973 г. е първи секретар на Окръжния комитет на БКП. На Десетия конгрес на БКП е избран за член на Централната контролно-ревизионна комисия на БКП. От 1976 до 1986 г. е член на ЦК на БКП. От 1979 до 1986 г. е Извънреден и пълномощен посланик на Народна република България в Германската Демократична Република. От 1986 до 1989 година е Извънреден и пълномощен посланик на Народна република България в Етиопия.